# Mogoditshane Fighters FC
El Mogoditshane Fighters FC és un club de futbol botswanès de la ciutat de Mogoditshane.

## Palmarès
- Lliga botswanesa de futbol: [1]
  - 1999, 2000, 2001, 2003
- Copa botswanesa de futbol: [2]
  - 1999, 2000, 2003
- Botswana Independence Cup: [2]
  - 2000